# Margrit Fischer
Ne doit pas être confondu avec Margit Fischer.
Pour les articles homonymes, voir Fischer.
Margrit Fischer, née le 8 novembre 1947 à Triengen, est une personnalité politique suisse, membre du Parti démocrate-chrétien.
Elle est conseillère d'État du canton de Lucerne de 1999 à 2003, à la tête du département militaire, de la police et de la protection de l'environnement.

## Biographie

### Origines et famille
Margrit Fischer naît Margrit Willimann le 8 novembre 1947 à Triengen dans le canton de Lucerne, dans une fratrie de douze enfants.
Mariée au conseiller national démocrate-chrétien Theo Fischer (de) et sans enfants, elle habite à Sursee.

### Études et parcours professionnel
Après un apprentissage d'employé de commerce, elle travaille plusieurs années comme secrétaire. Elle obtient une maturité en cours d'emploi, puis fait des études de droit à l'Université de Zurich, conclues par une licence en 1981. 
Après un stage, elle travaille à temps partiel dans une étude d'avocats.
Elle suit en outre de 1994 à 1996 une formation en gestion du personnel et management, puis à partir de 1997 une formation de conseiller en communication.

### Parcours politique
Elle adhère en 1986 au groupe des femmes démocrate-chrétiennes du canton de Lucerne. Elle fait partie pendant quatre ans du comité directeur du parti cantonal.
Elle est membre de 1991 à 1999 du Conseil communal (exécutif) de Sursee, où elle est responsable des finances. Elle siège en parallèle au Conseil cantonal de Lucerne de 1995 à 1999 et rejoint notamment la commission de gestion. Elle dirige au surplus de 1991 à 1995 la commission cantonale de l'égalité entre hommes et femmes.
Elle est, après Brigitte Mürner-Gilli en 1987, la deuxième femme élue au Conseil d'État du canton de Lucerne (en cinquième position, devant les sortants radical Max Pfister (de) et socialiste Paul Huber). Elle y dirige de 1999 à 2003 le département militaire, de la police et de la protection de l'environnement et préside le collège gouvernemental, avec le titre de Schultheiss (avoyer), jusqu'en juin 2003. Elle obtient un mauvais score lors de cette élection à la fin novembre 2022 par le Conseil cantonal de Lucerne, avec seulement 75 voix sur 113. 
Elle est candidate à un nouveau mandat en 2002, année où le nombre de conseillers d'État lucernois passe de sept à cinq. Arrivée quatrième au premier tour, avec 40 700 voix soit 6 000 de moins que son colistier Anton Schwingruber (de), elle doit se retirer au second, le comité directeur de son parti ayant décidé de ne présenter que les trois candidats ayant obtenu le plus de voix.

### Positionnement politique
Elle appartient à l'aile droite de son parti, à l'écoute des besoins de l'économie, en particulier ceux des petites et moyennes entreprises.

### Autres activités
Elle est nommée présidente du conseil de fondation des personnes lourdement handicapées du canton de Lucerne en 2004.